# Gonocaryum lobbianum
Gonocaryum lobbianum là một loài thực vật có hoa trong họ Cardiopteridaceae. Loài này được (Miers) Kurz mô tả khoa học đầu tiên năm 1870.